# ستيفن سترونج
ستيفن سترونج (بالإنجليزية: Stephen Strong)‏ هو محامي وقاضي وسياسي أمريكي، ولد في 11 أكتوبر 1791، وتوفي في 15 أبريل 1866. حزبياً، نشط في الحزب الديمقراطي. وقد انتخب عضو مجلس النواب الأمريكي.